# Apamea haelsseni
Apamea haelsseni là một loài bướm đêm trong họ Noctuidae.